# Instituto Nacional do Pinho
O Instituto Nacional do Pinho (INP) foi um órgão oficial brasileiro de proteção dos interesses dos produtores, industriais e exportadores de pinho, criado pelo Decreto-lei 3.124 de 19 de março de 1941.

## Atribuições Do Instituto
- I – coordenar e superintender os trabalhos relativos à defesa da produção do pinho;
- II – promover o fomento do seu comércio no interior e exterior do País;
- III – contribuir para o reflorestamento nas zonas de produção do pinho;
- IV – promover os meios de satisfazer os produtores, industriais e exportadores quanto às necessidades de crédito e financiamento;
- V – manter, em colaboração com o Ministério da Agricultura, a padronização e a classificação oficial do pinho;
- VI – fixar pregos mínimos; estabelecer quotas de produção e de exportação;
- VII – organizar o registro obrigatório dos produtores, industriais e exportadores;
- VIII – providenciar sobre a construção, em locais adequados, de usinas de secagem e armazéns para depósito de madeiras;
- IX – regular a instalação de novas serrarias, fábricas de caixas e de beneficiamento de madeira;
- X – promover a criação de órgãos industriais autônomos para a exploração de indústrias derivadas da madeira;
- XI – manter um serviço de estatística e informações;
- XII – fiscalizar a execução das medidas e resoluções tomadas, punindo os infratores de acordo com as penalidades que forem fixadas no regulamento do Instituto Nacional do Pinho (I.N.P.);
- XIII – instituir e organizar os demais serviços necessários à realização dos seus objetivos.

## A Organização
O INP era composto pelos seguintes órgãos:
- Junta Deliberativa;
- Presidência do Instituto;
- Diretorias Regionais.

## Reflorestamento
O INP, que inicialmente tinha representado em seus quadros os Governos dos Estados do Paraná, Santa Catarina e Rio Grande do Sul, contribuia para o reflorestamento, com o replantio das espécies determinadas pelos técnicos do Ministério da Agricultura, em terras adquiridas para esse fim, ou coadjuvando iniciativa particular para o cumprimento de tal intento.

## Mudanças
Com a Lei Nº 3.782, de 22 de julho de 1960, o INP foi incluído na jurisdição do Ministério da Indústria e Comércio e posteriormente, em 1967 foi extinto, sendo que suas reservas passaram para o IBDF.